# Carlos Muñoz Rojas
Carlos Andrés Muñoz Rojas (ur. 21 kwietnia 1989 w Valparaíso) – chilijski piłkarz grający na pozycji napastnika.

## Kariera klubowa
Carlos Muñoz zawodową karierę w 2007 w klubie Santiago Wanderers, którego jest wychowankiem. W Santiago Wanderers występuje do chwili obecnej (z krótką przerwą na wypożyczenie do trzecioligowego Uniónu Quilpué. Dotychczas w lidze chilijskiej rozegrał 62 spotkania, w których strzelił 27 bramek.
| Sezon | Klub               | Kraj  | Rozgrywki        | Mecze | Bramki |
| ----- | ------------------ | ----- | ---------------- | ----- | ------ |
| 2007  | Santiago Wanderers | Chile | Primera División | 13    | 2      |
| 2008  | Santiago Wanderers | Chile | Primera División | ?     | ?      |
| 2009  | Santiago Wanderers | Chile | Primera División | ?     | ?      |
| 2009  | Unión Quilpué      | Chile | Tercera A        | ?     | ?      |
| 2010  | Santiago Wanderers | Chile | Primera División | 33    | 17     |
| 2011  | Santiago Wanderers | Chile | Primera División | 16    | 8      |
| 2011  | CSD Colo-Colo      | Chile | Primera División | 20    | 7      |
| 2012  | CSD Colo-Colo      | Chile | Primera División | 29    | 17     |

## Kariera reprezentacyjna
Muñoz w reprezentacji Chile zadebiutował w 29 marca2011 w wygranym 2-0 wyjazdowym towarzyskim meczu z reprezentacji Kolumbii, gdy w 63 min. zastąpił Héctora Mancille. W tym samym roku został powołany na turniej Copa América.